# Stazione di Consandolo
Stazione di Consandolo vasútállomás Olaszországban, Argenta településen.

## Vasútvonalak
Az állomást az alábbi vasútvonalak érintik:
- Bologna–Portomaggiore-vasútvonal

## Kapcsolódó állomások
A vasútállomáshoz az alábbi állomások vannak a legközelebb:
- Stazione di Portomaggiore (Stazione di Portomaggiore, Bologna–Portomaggiore-vasútvonal)
- Stazione di Molinella (Stazione di Bologna Centrale, Bologna–Portomaggiore-vasútvonal)